# 駅前駅
駅前駅（えきまええき）は、かつて愛知県名古屋市東区東大曽根町にあった名古屋鉄道瀬戸線の駅（廃駅）。
主として、鉄道省（後の国鉄、JR東海）中央本線の大曽根駅との旅客乗り換え連絡の目的で設置されていた駅である。一方で貨物運輸では（瀬戸線）大曽根駅と（中央本線）大曽根駅間に連絡線が敷設されており、鉄道省では当駅ではなく（瀬戸線）大曽根駅を中央本線連絡駅として扱った。

## 歴史
- 1913年（大正2年）7月15日：開業[1]。
- 1944年（昭和19年）：休止[4]。
- 1956年（昭和31年）10月15日：廃止[5]。

## 駅の位置関係
駅前駅の営業当時、「大曽根」を称する駅は省線大曽根駅、名鉄大曽根駅の2駅があり、それに加え路面電車停留場の名古屋市電大曽根電停が存在したが、それぞれ離れた位置に設置されており、現在のように集約されていなかった。市電は後年名古屋市電大曽根線を延伸し大曽根駅付近に乗入れるが、電停名は東大曽根電停とされた。3事業者の大曽根駅および電停に近接するのは省線大曽根駅が駅前駅、名鉄大曽根駅が市電東大曽根電停、市電大曽根電停が名鉄森下駅であった。

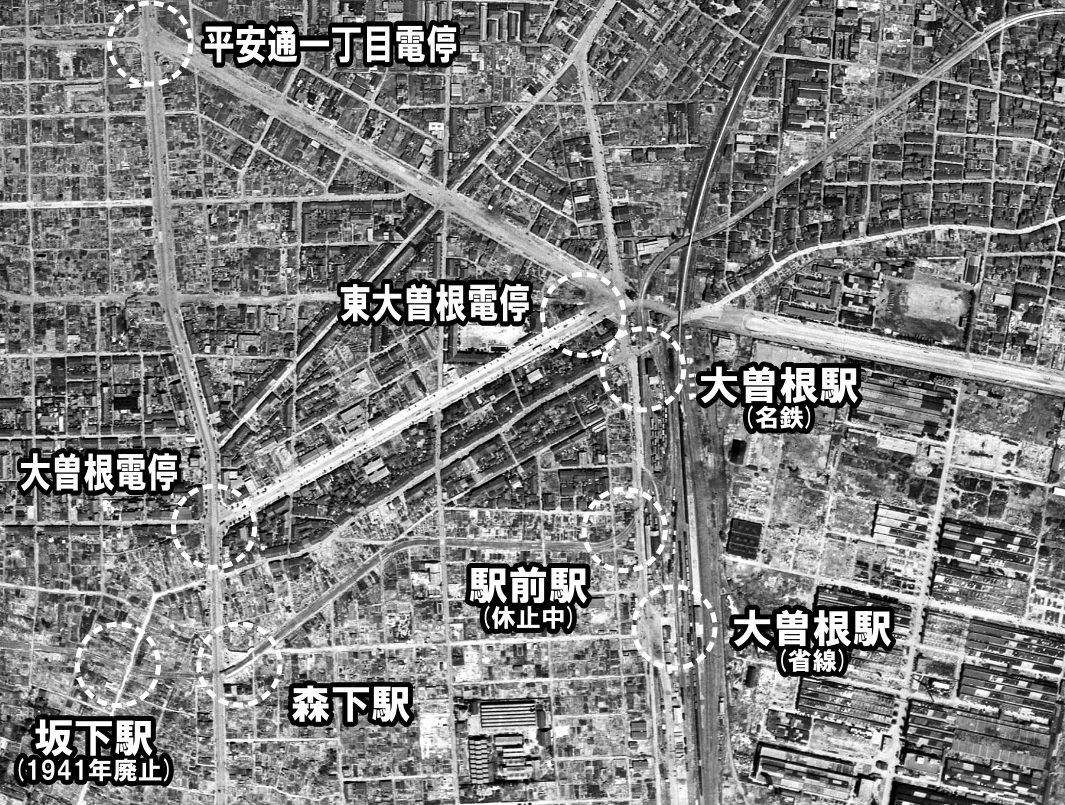
省線大曽根駅、名鉄大曽根駅・駅前駅、市電大曽根電停・東大曽根電停の位置関係 帰属：国土交通省「国土画像情報（カラー空中写真）」配布元：国土地理院地図・空中写真閲覧サービス

## 隣の駅
名古屋鉄道
瀬戸線
森下駅 - 駅前駅 - 大曽根駅